# Progress (Take That-album)
 For alternative betydninger, se Progress. (Se også artikler, som begynder med Progress)
Progress er det sjette studiealbum af den britiske popgruppe Take That, der blev udgivet den 15. november 2010. Det er gruppens tredje album siden gendannelsen i 2006, og det første album med Robbie Williams siden Nobody Else fra 1995.
Albummet debuterede som #1 i England, med over en halv million solgte plader i den første uge, og blev dermed det andet hurtigst-sælgene album nogensinde, kun overgået af Oasis' Be Here Now fra 1997. Blot 24 dage efter udgivelsen rundede albummet én million solgte eksemplarer. Progress har også nydt succes i andre dele af Europa, hvor det er gået ind som #1 i Danmark, Grækenland, Irland og Tyskland, ligesom albummet har opnået top 40-placeringer i yderligere ni lande.

## Trackliste
Alle sange skrevet og komponeret af Gary Barlow, Howard Donald, Jason Orange, Mark Owen og Robbie Williams. 
| #   | Titel                       | Lead vokaler                   | Længde |
| --- | --------------------------- | ------------------------------ | ------ |
| 1.  | "The Flood"                 | Robbie Williams og Gary Barlow | 4:49   |
| 2.  | "SOS"                       | Mark Owen og Robbie Williams   | 3:44   |
| 3.  | "Wait"                      | Robbie Williams og Gary Barlow | 4:15   |
| 4.  | "Kidz"                      | Mark Owen og Gary Barlow       | 4:42   |
| 5.  | "Pretty Things"             | Robbie Williams og Gary Barlow | 4:03   |
| 6.  | "Happy Now"                 | Gary Barlow og Robbie Williams | 4:03   |
| 7.  | "Underground Machine"       | Robbie Williams                | 4:15   |
| 8.  | "What Do You Want from Me?" | Mark Owen                      | 4:37   |
| 9.  | "Affirmation"               | Howard Donald                  | 3:54   |
| 10. | "Eight Letters"             | Gary Barlow                    | 4:25   |
| 11. | "Flowerbed" (skjult spor)   | Jason Orange                   | 3:48   |

- "Eight Letters" sampler "Vienna" oprindeligt fremført af Ultravox og skrevet af Midge Ure, Chris Cross, Warren Cann og Billy Currie.